# Список эпизодов телесериала «Коварные горничные»
Ниже приведен список и описание эпизодов американского комедийного телесериала «Коварные горничные», который выходил в эфир на канале Lifetime с 23 июня 2013 года по 8 августа 2016 года.

## Обзор сезонов
| Сезон | Сезон | Эпизоды | Оригинальная дата выхода | Оригинальная дата выхода |
| Сезон | Сезон | Эпизоды | Премьера сезона          | Финал сезона             |
| ----- | ----- | ------- | ------------------------ | ------------------------ |
|       | 1     | 13      | 23 июня 2013             | 22 сентября 2013         |
|       | 2     | 13      | 20 апреля 2014           | 13 июля 2014             |
|       | 3     | 13      | 1 июня 2015              | 24 августа 2015          |
|       | 4     | 10      | 6 июня 2016              | 8 августа 2016           |

## Эпизоды

### Сезон 1 (2013)
| № общий | № в сезоне | Название                                    | Режиссёр         | Автор сценария           | Дата премьеры    | Зрители в США (млн) |
| --- | ---------- | ------------------------------------------- | ---------------- | ------------------------ | ---------------- | ------------------- |
| 1 | 1          | «Pilot» «Пилотная серия»                    | Пол Макгиган     | Марк Черри               | 23 июня 2013     | 1.99                |
| В пилотном эпизоде женщины обращаются за поддержкой друг к другу, когда их товарищ Флора (Паула Гарсес) была жестоко убита в доме своих работодателей, Эвелин и Эдриана Пауэллов (Ребекка Высоки и Том Ирвин), в ходе проведения одного из крупнейших в высшем обществе событий года. Между тем новая горничная Марисоль (Ана Ортис) была нанята, чтобы убирать дом молодоженов Тейлор и Майкла Степпордов (Брианна Браун и Бретт Каллен). Марисоль, однако, имеет скрытые мотивы и начинает расследовать убийство своей подруги. |            |                                             |                  |                          |                  |                     |
| 2 | 2          | «Setting the Table» «Накрыть на стол»       | Роб Бэйли        | Марк Черри               | 30 июня 2013     | 2.09                |
| Спенс начинает подозревать, что Пери изменяет ему, а Кармен в отсутствие Одессы хозяйничает в доме. Валентина хочет стать ближе к Реми, но Зойла не дает ей сделать этого. Марисоль устраивается в дом к Пауэллам и обнаруживает письмо от Флоры. |            |                                             |                  |                          |                  |                     |
| 3 | 3          | «Wiping Away the Past» «Стереть прошлое»    | Роб Бэйли        | Виктор Левин             | 7 июля 2013      | 2.53                |
| Марисоль узнает, что Тейлор была проституткой и Оливия хочет об этом всем рассказать. Женевьева хочет помочь Валентине сблизиться с Реми, а Рози получает деньги на адвоката от Спенса. Эвелин встречает свою давнюю любовь, а Марисоль тем временем узнает, что Эдриан нанимает проституток для своих богатых друзей, которые не догадываются, что девушки получают деньги за секс с ними. |            |                                             |                  |                          |                  |                     |
| 4 | 4          | «Making Your Bed» «Застелить кровать»       | Дэвид Уоррен     | Джон Пол Буллок III      | 14 июля 2013     | 2.23                |
| Марисоль продолжает своё расследование, а к Женевьеве тем временем приезжает её младший брат Генри, который был первой любовью Зойлы. Кармен присутствует на вечеринке, в ходе которой её новоиспеченный менеджер бросает её. Спенс вспоминает, что ему нравится Рози. |            |                                             |                  |                          |                  |                     |
| 5 | 5          | «Taking Out the Trash» «Вынести мусор»      | Дэвид Уоррен     | Глория Кальдерон Келлетт | 21 июля 2013     | 2.80                |
| Эвелин готовится к годовщине смерти своего сына, а Марисоль ссорится с Эдди. Спенс предлагает Пери свободный брак, а к Кармен приезжает её муж, от которого она сбежала. Валентина говорит о своих чувствах Реми. |            |                                             |                  |                          |                  |                     |
| 6 | 6          | «Walking the Dog» «Погулять с собакой»      | Тауния Маккирнан | Брайан Тэнен             | 28 июля 2013     | 2.90                |
| Женевьева оказывается без средств к существованию из-за аферы своего финансиста. Марисоль узнаёт еще одну тайну дома Пауэллов, а Спенс тем временем попадает в больницу после сердечного приступа на почве секса с Рози. |            |                                             |                  |                          |                  |                     |
| 7 | 7          | «Taking a Message» «Принять сообщение»      | Тауния Маккирнан | Таня Сэрашо              | 4 августа 2013   | 2.74                |
| Рози узнает, что Марисоль на самом деле является профессором, но не раскрывает её секрет. Оливия помогает Эвелин найти новую горничную. |            |                                             |                  |                          |                  |                     |
| 8 | 8          | «Minding the Baby» «Позаботиться о ребёнке» | Тара Николь Вейр | Глория Кальдерон Келлетт | 11 августа 2013  | 2.66                |
| Рози работает у Эвелин и ищет видео. Эвелин тем временем хочет сблизиться с ребенком Пери Уэстмор, за которым следит Рози. Марисоль помогает Тейлор завести ребенка, а Кармен узнает, что Одесса больна раком костей и ранее была примой-балериной в России. Женевьева приезжает в дом с потенциальным мужем номер семь. |            |                                             |                  |                          |                  |                     |
| 9 | 9          | «Scrambling the Eggs» «Приготовить яичницу» | Тара Николь Вейр | Таня Сэрашо              | 18 августа 2013  | 2.56                |
| Рози работает у Эвелинн, а Марисоль пытается узнать информацию у бабушки Флоры. Женевьева решает расстаться со своим ухажером, а Кармен помогает Одессе переносить лечение. Эвелин продолжает привязываться к Такеру и узнает, что Спенс изменяет Пери с Рози. |            |                                             |                  |                          |                  |                     |
| 10 | 10         | «Hanging the Drapes» «Повесить занавески»   | Джон Скотт       | Брайан Тэнен             | 25 августа 2013  | 2.47                |
| Марисоль узнаёт, что Эдди был торговцем наркотиками и один из его клиентов встречался с Флорой. Женевьева и Филипп решают вновь вернуть свои отношения, а Кармен узнает, что Алехандро является геем. Тейлор узнает, что беременна и Майкл решает сам сообщить об этом Оливии. На вечеринке в честь будущего ребенка Тейлор и Майкла, Оливия неожиданно приходит к ним и совершает самоубийство, повесившись на дереве перед окном. |            |                                             |                  |                          |                  |                     |
| 11 | 11         | «Cleaning Out the Closet» «Разобрать шкаф»  | Джон Скотт       | Виктор Левин             | 8 сентября 2013  | 2.49                |
| Пери случайно сбивает прохожего и Рози предоставляется возможность управлять ей. Марисоль пытается подобраться к Реми, но оказывается, что не он был отцом ребенка Флоры. Майкл просит Тейлор наблюдать за Марисоль, так как он начинает подозревать, что она не простая прислуга. Зойла не одобряет воссоединения Женевьевы с Филиппом, а Пери тем временем решает привести сына Рози в страну, чтобы искупить свою вину перед ней. Алехандро хочет продолжать хранить свой секрет и решает расстаться со своим другом, который в итоге сообщает о его гомосексуальности желтой прессе. |            |                                             |                  |                          |                  |                     |
| 12 | 12         | «Getting Out the Blood» «Убрать кровь»      | Ларри Шоу        | Марк Черри               | 15 сентября 2013 | 2.52                |
| Репортер предлагает Кармен сдать Алехандро, а тем временем Сэм возвращается к ней и она говорит ему, что хочет быть с ним. Сэм остается ночевать в доме и утром раздетый сталкивается с Алехандро, а тем временем папарацци снимает их и выдает их как любовников на сайте. Продюсеры предлагают Алехандро найти хорошее прикрытие в качестве жены. Спенс предлагает Рози выйти за него замуж, но так как Пери привезла её сына в страну, она не может предать её и отказывает Спенсу. Женевьева хвастается своей сексуальной жизнью с Филиппом Эвелин и та завидует ей, так как Эдриан не интересуется ею. Марисоль узнает, что это Филипп был любовником Флоры, но он и сам понимает кем является Марисоль и нанимает киллера, чтобы убрать её. Тейлор и Майкл хотят защитить Марисоль, но киллер принимает Тейлор за Марисоль и стреляет в неё. |            |                                             |                  |                          |                  |                     |
| 13 | 13         | «Totally Clean» «Идеальная чистота»         | Ларри Шоу        | Марк Черри               | 22 сентября 2013 | 2.92                |
| Когда Тейлор узнает, что потеряла ребенка, она просит Майкла рассказать правду Марисоль, чтобы она отомстила Филипу. Марисоль в свою очередь раскрывает своё истинное лицо другим горничным и они помогают ей в её деле. Алехандро предлагает Кармен выйти за него для прикрытия, вследствие чего Сэм уходит, а Одесса огорчена этим, так как тайно любит Алехандро. Валентина уезжает следом за Реми после того, как Зойла сообщает ей правду. Эвелин и Эдриан понимают, что это Филип убил Флору и решают взять дело в свои руки. На вечеринке в честь помолвки Женевьевы с Филипом, Эвелин и Эдриан отравляют его и выдают смерть Филипа за самоубийство. Пери узнает, что Рози и Спенс хотят быть вместе и вызывает эмиграционную службу, чтобы депортировать Рози.                                                                            |            |                                             |                  |                          |                  |                     |

### Сезон 2 (2014)
| № общий | № в сезоне | Название                                                        | Режиссёр         | Автор сценария | Дата премьеры  | Зрители в США (млн) |
| --- | ---------- | --------------------------------------------------------------- | ---------------- | -------------- | -------------- | ------------------- |
| 14 | 1          | «An Ideal Husband» «Идеальный муж»                              | Ева Лонгория     | Марк Черри     | 20 апреля 2014 | 1.96                |
| Серия начинается с экскурса в Беверли Хиллс 1999 года: поздно вечером муж и жена спорят во дворе особняка о том, что нужно, наконец, рассказать какую-то тайну. Эту сцену наблюдает из окна мальчик лет 7. Входит его мать, скорее всего, горничная. Жена уходит, муж, горничная и мальчик едут за ней. Когда на дороге они её догоняют, жена в истерике кричит, что нужно рассказать про тот несчастный случай, муж и горничная начинают потасовку с ней, в результате чего жена падает с обрыва и погибает. В следующей сцене на дороге допрос ведёт полиция, муж и горничная выдают это за самоубийство, объясняя, что жена страдала психическим расстройством. Когда допрашивают мальчика, он ловит взгляд мужа и отвечает полицейскому, что женщина спрыгнула сама. На лице мужа облегчение. 2014 год. Мальчик вырос и продолжает жить в том же доме. Отец показывает горничной обручальное кольцо: он намеревается жениться, однако горничная не в восторге, объясняя это тем, что они слишком мало знакомы. Даже намекает на то, что новая подружка может не принять его секрет. Мужчина говорит, что она об этом не узнает. Приезжает подружка, это «горничная» Марисоль, героиня прошлого сезона. После заставки. Прошло 3 месяца с окончания 1 сезона. Суд, разбор дела о миграции Рози. Появляется Марисоль и подсаживается к остальным героиням, она рассказывает про помолвку и говорит имя своего жениха (мужа спрыгнувшей девушки) — Николас. Пери ссорится со Спенсем, чувствующим свою вину за депортацию Рози. Возможно, они оба ещё не знают, что суд решил в пользу Рози — она остается в Америке, будут хлопотать об её убежище. Пауэлы путешествовали, наняли некрасивую толстую горничную, по возвращении собрались устроить приём, на Эвелин жикарное колье с огромными кроваво-красными рубинами. Женевьева до сих пор переживает гибель Филипа. Зойла уговаривает её развеяться. После письма от Реми она повеселела. Кармен и Алехандро поженились и вернулись с вечеринки. Женевьева приехала в отель, где остановилась Валентина. Вечеринка у Пауэлов, к ним ворвались черверо в масках забрать драгоценности со всех гостей. Рози вернулась на работу, но у них новая горничная Мария. Валентина уехала с Африки из-за решения Реми остаться там ещё на год. Горничная саркастично общается с Марисоль. Пауэлы общаются с копами насчёт кражи. Эдриан пытается сменить замки, он слегка параноит. Марисоль находит подарок — серьги. Ник дарит ей книгу. Серьги были бывшей жены, горничная признаётся, что она случайно их обронила. Алехандро и Кармен приехали на ковровую дорожку, Кармен требует отношения к себе как к законной жене, прося поддержки у Алехандро. Марисоль откровенно говорит с горничной о жене Николаса Далии, о её самоубийстве на почве ссоры, о том, что Николас не готов к новым отношениям. Пауэлы наняли телохранителя, очень красивого парня, который понравился Эвелин. Пери преподносит новость о возвращении Рози и о своей беременности. Утром Кармен мучает похмелье, она просит Одессу приготовить ей омлет, Одесса психует и собирается увольняться. Мальчик, который вырос — Итон, он работает чистильщиком бассейнов у Женевьевы, подкатывал к Валентине. Зойла и Валентина встречаются. Женевьева разрешает ей жить у неё, а мать требует, чтобы Валентина вернулась домой. Валентина посылает обеих и решает жить самостоятельно. Алехандро злится на Кармен из-за ухода Одессы, предлагает ей заняться уборкой. Ночью Эдриану снятся кошмары про воров, он кричал во сне, из-за чего прибежал полуголый телохранитель. На кухне Эвелин признается ему, что муж стал слаб и это её злит, при этом она просит телохранителя надевать рубашку. Николас в спальне подкатывает к Марисоль, но ей не до этого, она вызывает его на разговор о Далии и просит его, чтобы не было тайн, он недоволен, что Оппл (горничная) всё ей рассказала. Кто-то сдаёт в ломбард все украденные драгоценности. Колье Пауэлов не принимают, так как с ним могут быть хлопоты при сбыте. Получив деньги, кто-то раздаёт их бомжам, а колье дарит бомжихе. Рози встречает Спенса. Кармен уговаривает Одессу остаться. Её злит, что Кармен относится к ней как к прислуге, они мирятся. Рози думала, кто же её сдал. Она огорчена, что Спенс снова с Пери, когда она узнает, что у Пери будет ребёнок, она окончательно рвёт с ним. У гинеколога Пери просит срочное средство, чтобы забеременеть. Валентина говори с Реми. Позже она устраивается на работу к Пауэлам. Горничная Николоса Оппл говорит своему сыну Итону, чтобы он не привязывался к Марисоль, так как она не задержится в их доме. |            |                                                                 |                  |                |                |                     |
| 15 | 2          | «The Dark at the Top of the Stairs» «Темнота наверху лестницы»  | Тауния Маккирнан | Брайан Тэнен   | 27 апреля 2014 | 1.68                |
| Эвелин с подругой Таней расхаживают по городу с телохранителем. Случайно она замечает ту бомжиху, которой подарили колье, пытается отобрать его, но нищенка убегает. Пери шантажирует Спенса, что увезет ребёнка в Европу, если он продолжит видеться с Рози, Спенс называет жену чудовищем, когда узнаёт, что про вторую беременность она врала ему. Позже Рози приходит к ним в дом, Спенс делает так, как велит жена, Рози очень расстроена. У Кармен и Алехандро помолвка, однако те грабители снова приходят, и случайная пуля мгновенно убивает Алехандро. Грабители сбегают, Кармен и Одесса убиты горем. Марисоль пытается избавиться от вещей Далии, чем очень злит Оппл. Николас разрешает ей отдать вещи на благотворительность, разбирая шкафы, Марисоль находит кусок записки, где говорится, что Далия должна избавиться от Оппл. На вопросы Марисоль та отвечает, что она была не просто её хозяйкой, но дорогим и близким человеком. От Зойлы уходит муж, говоря, что он и Валентина устали плясать под её дудку все эти годы. Телохранитель Эвелин находит бомжиху, пугает её, она отдаёт ему колье, он привозит колье Эвелин и говорит, что готов на всё ради её улыбки. |            |                                                                 |                  |                |                |                     |
| 16 | 3          | «Dangerous Liaisons» «Опасные связи»                            | Тауния Маккирнан | Кертис Кил     | 4 мая 2014     | 1.57                |
| Похороны Алехандро, Кармен хотела спеть, чтобы обратить на себя внимание музыкальной элиты для построения карьеры, но так и не смогла из-за переполнявших её чувств. К дому Алехандро приходил парень, один из шайки грабителей, он говорит с Одессой, что ему очень жаль, что так случилось. она думает, что это его поклонник и очень ласково говорит с ним. Его сообщникам это не нравится, они угрожают ему больше не приходить туда. Просмотрев фотоальбом, Марисоль узнаёт, что Эвелин ранее общалась с Далией и пытается выяснить у неё какую-нибудь информацию. Эвелин рассказывает мало, но упоминает, что у Николоса был роман с горничной. Позже Марисоль, видя привязанность Николоса и Итона друг к другу делает вывод. что Ник — отец Итона, хотя сам парень не знает, кто его отец. У Ника в завещании Итону отписано 5 млн долларов. Адвокат по иммиграции устраивает Рози горничной в дом своего парализованного дяди Кеннета, его взрослой дочери и молодой жены. Они постоянно грызутся. Рози не нравится его лечащий врач и она отвозит Кена к своему знакомому, он назначает ему терапию. Его жене это не нравится, но Рози узнает, что она и официальный врач Кена — любовники. Угрожая выдать тайну, Рози выбивает право на терапию Кена у другого врача. Реми заболевает в Африке, его высылают домой. Валентина и Итон начинают строить отношения, так как Валентине показалась, что у Реми другая. Эвелин снится эротический сон про её телохранителя, но ей не нравится, что он нашёл для Эдриана пистолет. и тот ходит с ним по дому в поисках грабителя. Ночью она идёт выяснить отношения, но замечает. что телохранитель занимается сексом с Таней. Она возвращается в свою комнату, но дверь захлопнута, она разбивает окно, Эдриан думает, что это снова воры и стреляет в неё. Пуля слегка оцарапала плечо, но Эвелин негодует. В конце серии парня, который приходит к дому Алехандро, находят возле цветов поклонников, наевшегося таблеток с запиской: «Мне жаль». |            |                                                                 |                  |                |                |                     |
| 17 | 4          | «Crimes of the Heart» «Преступления страсти»                    | Дэвид Уоррен     | Кэрол Лейфер   | 11 мая 2014    | 1.65                |
| Женевьева наряжает Зойлу для встречи с мужем, но всё идёт не так: на выпускной крестника он хочет прийти с новой пассией, Зойлу это очень злит. Женевьева предлагает ей срочно найти красавчика и прийти с ним на выпускной. Позже она нанимает для её эскорт, узнав об этом после вечеринки Зойла негодует. Бывшие хозяева Марисоль переезжают в другой город, на прощание Марисоль получает ценные советы. Эвелин и телохранитель пытаются свести с ума Эдриана, и он соглашается лечь в клинику. Пока он там, у них роман, об этом узнаёт Валентина и хлопочет о скором возвращении Эдриана. Помощь Рози и терапия дают плоды, племянник Кена приглашает Рози на свидание, сначала она отказывается. но Кен убеждает её попробовать. Кармен нанимается на работу к Спенсу. Рози это не нравится, но потом они идут на компромисс. |            |                                                                 |                  |                |                |                     |
| 18 | 5          | «The Bad Seed» «Плохое семя»                                    | Дэвид Уоррен     | Эль Трайдман   | 18 мая 2014    | 1.54                |
| 19 | 6          | «Private Lives» «Частная жизнь»                                 | Тара Николь Вейр | Михал Зебеде   | 25 мая 2014    | 1.78                |
| 20 | 7          | «Betrayal» «Предательство»                                      | Тара Николь Вейр | Дэвид Грубстик | 1 июня 2014    | 2.14                |
| 21 | 8          | «Night, Mother» «Спокойной ночи, мама»                          | Дэвид Уоррен     | Михал Зебеде   | 8 июня 2014    | 1.82                |
| 22 | 9          | «The Visit» «Визит»                                             | Дэвид Уоррен     | Эль Трайдман   | 15 июня 2014   | 1.81                |
| 23 | 10         | «Long Day's Journey Into Night» «Длинный день переходит в ночь» | Джон Скотт       | Кертис Кил     | 22 июня 2014   | 1.93                |
| 24 | 11         | «You Can't Take It With You» «Ты не можешь забрать это с собой» | Джон Скотт       | Кэрол Лейфер   | 29 июня 2014   | 1.49                |
| 25 | 12         | «Proof» «Доказательство»                                        | Дэвид Гроссман   | Брайан Тэнен   | 6 июля 2014    | 1.86                |
| 26 | 13         | «Look Back in Anger» «Оглянись во гневе»                        | Дэвид Гроссман   | Мэтт Берри     | 13 июля 2014   | 2.23                |

### Сезон 3 (2015)
| № общий | № в сезоне | Название                                         | Режиссёр             | Автор сценария                       | Дата премьеры   | Зрители в США (млн) |
| ------- | ---------- | ------------------------------------------------ | -------------------- | ------------------------------------ | --------------- | ------------------- |
| 27      | 1          | «Awakenings» «Открыв глаза»                      | Дэвид Уоррен         | Марк Черри и Брайан Тэнен            | 1 июня 2015     | 1.47                |
| 28      | 2          | «From Here to Eternity» «Отныне и во веки веков» | Дэвид Уоррен         | Кертис Кил                           | 8 июня 2015     | 1.42                |
| 29      | 3          | «The Awful Truth» «Страшная правда»              | Джил Джангер         | Рик Шварцлендер                      | 15 июня 2015    | 1.34                |
| 30      | 4          | «Since You Went Away» «Пока тебя не было»        | Джил Джангер         | Давэ Авэна                           | 22 июня 2015    | 1.14                |
| 31      | 5          | «The Talk of the Town» «Притча во языцех»        | Тара Николь Вейр     | Чариз Кастро Смит                    | 29 июня 2015    | 1.34                |
| 32      | 6          | «She Done Him Wrong» «Она плохо с ним поступила» | Тара Николь Вейр     | Дэвид Грубстик                       | 6 июля 2015     | 1.34                |
| 33      | 7          | «The Turning Point» «Переломный момент»          | Виктор Нелли-младший | Чариз Кастро Смит                    | 13 июля 2015    | 1.35                |
| 34      | 8          | «Cries and Whispers» «Плач и шёпот»              | Виктор Нелли-младший | Дэвид Грубстик                       | 20 июля 2015    | 1.17                |
| 35      | 9          | «Bad Girl» «Плохая девочка»                      | Дэвид Гроссман       | Брайан Тэнен и Давэ Авэна            | 27 июля 2015    | 1.27                |
| 36      | 10         | «Whiplash» «Ремень кнута»                        | Дэвид Гроссман       | Бенджамин Уиггинс и Кристиан Спайсер | 3 августа 2015  | 1.41                |
| 37      | 11         | «Terms of Endearment» «Условия для ласки»        | Дэвид Уоррен         | Рик Шварцлендер                      | 10 августа 2015 | 1.34                |
| 38      | 12         | «Suspicion» «Подозрение»                         | Дэвид Уоррен         | Кертис Кил                           | 17 августа 2015 | 1.52                |
| 39      | 13         | «Anatomy of a Murder» «Анатомия убийства»        | Тара Николь Вейр     | Брайан Тэнен                         | 24 августа 2015 | 1.53                |

### Сезон 4 (2016)
| № общий | № в сезоне | Название                                                                 | Режиссёр             | Автор сценария                   | Дата премьеры  | Зрители в США (млн) |
| ------- | ---------- | ------------------------------------------------------------------------ | -------------------- | -------------------------------- | -------------- | ------------------- |
| 40      | 1          | «Once More Unto the Bleach» «После того, как посветлеет от отбеливателя» | Дэвид Уоррен         | Брайан Тэнен                     | 6 июня 2016    | 1.08                |
| 41      | 2          | «Another One Wipes the Dust» «Ещё одна вытирает пыль»                    | Дэвид Уоррен         | Кертис Кил                       | 13 июня 2016   | 1.07                |
| 42      | 3          | «War and Grease» «Война и смазка»                                        | Мэри Лу Белли        | Давэ Авэна                       | 20 июня 2016   | 0.81                |
| 43      | 4          | «Sweeping with the Enemy» «Подметание с врагом»                          | Мэри Лу Белли        | Рик Шварцлендер                  | 27 июня 2016   | 0.96                |
| 44      | 5          | «A Time to Spill» «Время проливать»                                      | Дэвид Гроссман       | Шила Лоуренс                     | 4 июля 2016    | 0.94                |
| 45      | 6          | «The Maid Who Knew Too Much» «Служанка, которая слишком много знала»     | Дэвид Гроссман       | Джессика Кивник и Дэвид Грубстик | 11 июля 2016   | 1.03                |
| 46      | 7          | «Blood, Sweat, and Smears» «Кровь, пот, и пятна»                         | Элоди Кин            | Давэ Авэна и Амелия Симс         | 18 июля 2016   | 0.82                |
| 47      | 8          | «I Saw the Shine» «Я видел блеск»                                        | Элоди Кин            | Дэвид Грубстик                   | 25 июля 2016   | 0.87                |
| 48      | 9          | «Much Ado About Buffing» «Много шума из-за полировки»                    | Виктор Нелли-младший | Кертис Кил                       | 1 августа 2016 | 0.78                |
| 49      | 10         | «Grime and Punishment» «Грязь и наказание»                               | Виктор Нелли-младший | Брайан Тэнен                     | 8 августа 2016 | 0.86                |